# Carl Grimes
Carl Grimes è un personaggio del fumetto The Walking Dead e dell'omonima serie televisiva, dove è interpretato da Chandler Riggs.
Il personaggio è stato creato dallo scrittore Robert Kirkman e dall'artista Tony Moore, e ha debuttato in The Walking Dead # 2 nel 2003. Sia nei fumetti che nella serie televisiva Carl è il figlio del protagonista Rick Grimes e di sua moglie Lori Grimes.
Nel fumetto Carl appare all'inizio come un normale bambino, ma, con il precipitare della situazione a causa dell'apocalisse zombie, è costretto a crescere prima del tempo, diventando abbastanza freddo e maturo da prendere decisioni vitali per la sopravvivenza del suo gruppo. Lo sviluppo del personaggio è simile nella serie televisiva, dove è un ragazzo normale prima di diventare uno spietato sterminatore di zombie. Il suo comportamento lo pone in contrasto con il padre, che vorrebbe idealisticamente preservare l'innocenza infantile di Carl.
Chandler Riggs, per la sua interpretazione di Carl, ha vinto il Saturn Award per il miglior attore emergente nell'edizione 2014 nella categoria riservata alle opere televisive, mentre nel 2012 e 2013 è stato candidato per il Young Artist Awards. Nel 2018 vince nuovamente il Saturn Awards per la sua interpretazione nell'ottava stagione della serie.

## Biografia del personaggio

### Serie televisiva

#### Prima stagione
Nella prima puntata, I giorni andati, Carl è con Lori e Shane all'accampamento dei sopravvissuti fuori Atlanta, dove ha fatto amicizia con una ragazzina di nome Sophia. Nell'episodio Una via d'uscita Carl è al campo quando T-Dog si mette in contatto con il gruppo mentre è in missione nella città in cerca di provviste. Nell'episodio Bentornato papà, quando Rick ritorna insieme agli altri da Atlanta, Carl è stupito e felice nello scoprire che il padre creduto morto è ancora vivo, e la madre Lori intima a Shane, divenuto in assenza di Rick una sorta di figura paterna per il bambino, di limitare i suoi rapporti con Carl. Nell'episodio Vatos gli zombie invadono l'accampamento, uccidendo svariati sopravvissuti. In Esperimenti Carl e gli altri si recano al CDC (Centro per il controllo e la prevenzione delle malattie). In TS-19 Carl e il gruppo si godono le comodità del luogo. A seguito della distruzione del CDC il gruppo si mette nuovamente in viaggio.

#### Seconda stagione
Nella seconda stagione Carl acquista maggiori responsabilità all'interno del gruppo. Nella puntata La strada da percorrere, mentre è in cerca della scomparsa Sophia, Carl viene ferito da un colpo di fucile per errore da un cacciatore di nome Otis che stava mirando a un cervo. Nell'episodio Sangue del mio sangue Otis, l'uomo che ha accidentalmente sparato a Carl, conduce Rick e Shane in una fattoria vicina. Il proprietario della stessa, Hershel Greene, cerca di curare Carl ma dichiara che il bambino deve essere operato assolutamente. In Sopravvivere Carl si risveglia brevemente e racconta alla madre del cervo che ha scorto nel bosco prima che gli sparassero. Shane arriva con l'equipaggiamento medico necessario per l'operazione chirurgica, ma mente sulla sorte di Otis (che ha ucciso per salvarsi la vita). Hershel opera e salva la vita a Carl. Nell'episodio La rosa Cherokee, Carl inizia lentamente a riprendersi e Rick gli regala il suo cappello e il distintivo di vice-sceriffo. In Ritrovamenti Carl appare in un flashback dove viene mostrato insieme alla madre e a Shane prima di giungere al campo fuori Atlanta. Nella puntata Segreti Carl si è ormai ristabilito e aiuta la madre a dare da mangiare alle galline della fattoria; il bambino inizia a mostrare i segni di un carattere freddo e risoluto, cosa che preoccupa Lori. In Muore la speranza, viene rivelato che la scomparsa Sophia, diventata uno zombie, era rinchiusa nel fienile di Hershel; Carl osserva mentre Rick spara in testa a Sophia.
In Nebraska la durezza del carattere di Carl peggiora in seguito alla scoperta di Sophia zombie. In Grilletto facile Carl scopre che Lori è incinta. Nell'episodio La sentenza Carl rifiuta aspramente l'idea che possa esistere un paradiso e mostra disprezzo verso la madre della bambina convinta delle sue credenze religiose. Carl scopre uno zombie nella foresta imprigionato nel fango e si mette a stuzzicarlo tirandogli sassi; lo zombie però riesce quasi a liberarsi e Carl fugge in preda al terrore senza avere il coraggio di uccidere la creatura. Successivamente questo stesso zombie attacca Dale ferendolo a morte. Ne Il giustiziere, Carl salva il padre sparando a Shane, diventato uno zombie. In La linea del fuoco il colpo di pistola di Carl attrae un'orda di zombie nei pressi della fattoria e il gruppo è costretto a fuggire, non senza subire perdite.

#### Terza stagione
Nella prima puntata della terza stagione, Casa dolce casa, sei o sette mesi dopo gli avvenimenti della precedente stagione, Carl viene mostrato come una sorta di "bambino soldato"; è diventato esperto nell'uso delle armi, e ha assunto un atteggiamento più adulto. Carl è insieme al gruppo quando esso giunge alla prigione abbandonata che fungerà da loro nuova casa. Sembra distaccarsi emotivamente da Lori e mostra un interesse progressivo per la figlia diciassettenne di Hershel, Beth. Nell'episodio Il risveglio Carl esplora da solo parte della prigione per trovare l'infermeria e fornire al gruppo una scorta di medicinali, ma Lori lo rimprovera per essersi avventurato da solo. In Dentro e fuori, dopo avere visto la madre morire dopo avere dato alla luce la sorellina Judith con un parto cesareo, un affranto Carl è costretto a spararle in testa per non farla trasformare in uno zombie. Nella puntata La preda Carl, Daryl, e Oscar ritrovano Carol, creduta morta in un precedente attacco da parte degli zombie. In Infiltrati Rick lascia che Carl trovi il nome per la neonata sorella, e lui decide di chiamarla Judith come una sua insegnante scolastica. Mentre Rick, Oscar, Daryl e Michonne escono per attaccare Woodbury, Carl viene lasciato a protezione di chi è rimasto nella prigione. In Fatti per soffrire, quando il gruppo di Tyreese giunge alla prigione, Carl prende l'iniziativa di rinchiuderli in un blocco del penitenziario prendendo esempio da parte del padre che aveva rinchiuso michonne appena arrivata alla prigione .
In Fratello Carl sorveglia Tyreese, Sasha, Allen, e Ben rinchiusi, e quando Rick ritorna li caccia dalla prigione. Nell'episodio Bentornato a casa Carl e Glenn perlustrano il luogo per capire da dove il gruppo di Tyreese sia penetrato, e scoprono che il locale caldaie è infestato dagli zombie che sono entrati da una breccia nella recinzione e nel muro. In Giuda Carl dice a Rick di prendersi una pausa dal ruolo di leader, poiché lo stress lo sta distruggendo. In Ripulire Rick, Carl, e Michonne fanno un'escursione nella città natale di Rick e Carl, dove incontrano Morgan Jones, e Carl solidifica i rapporti con Michonne. In Apri gli occhi Carl aiuta Glenn e il resto del gruppo a riorganizzare l'arsenale. Nella puntata L'inganno Carl aiuta Maggie a creare un diversivo per attirare gli zombie in una zona della recinzione. Nell'episodio finale Nelle tombe Carl uccide a sangue freddo un membro adolescente dell'esercito del Governatore, anche se si era arreso, in quanto il ragazzo si era avvicinato troppo a lui, Hershel (disarmato), e alla piccola Judith. Carl confessa a Rick di avere ucciso il ragazzo per prevenire che potesse fare del male a qualcuno del gruppo; inoltre spiega al padre che la sua decisione di non uccidere uno zombie alla fattoria, aveva causato la morte di Dale.

#### Quarta stagione
Nella prima puntata della stagione, Calma apparente, Carl coltiva la terra insieme al padre, e Rick cerca di incoraggiarlo a essere un adolescente, ma Carl, indurito e temprato nel carattere da ciò che ha visto e dovuto fare, si mostra restio. Nel frattempo scopre che Carol sta insegnando l'uso delle armi ai bambini nella prigione. Nell'episodio Infetto, Carl riferisce al padre quanto scoperto su Carol. Dopo che un'infezione mortale si è diffusa tra i sopravvissuti, Rick acconsente a fargli portare nuovamente la pistola. In Isolamento, Carl aiuta Hershel a raccogliere delle erbe medicinali con le quali preparare delle bevande curative agli infetti della prigione. Nella puntata L'inferno Carl insieme al padre respinge un'orda di zombi che aveva sfondato la recinzione ed era penetrata nella prigione. In Peso morto il Governatore osserva di nascosto Rick e Carl nel cortile della prigione. In Indietro non si torna Carl dice a Daryl di avere sotto tiro il Governatore e di poterlo uccidere con sicurezza, ma Daryl gli dice di non sparare per non scatenare una guerra. Durante la sparatoria successiva all'uccisione di Hershel da parte del Governatore, Carl salva il padre ferito prima di scoprire la culla di Judith vuota e sporca di sangue. Devastati, Rick e Carl fuggono dalla prigione mentre gli zombi la stanno invadendo.
Nella puntata Smarriti Rick e Carl trovano rifugio in una casa abbandonata nelle vicinanze. Il ragazzo sente di non avere più bisogno del genitore e mentre Rick giace senza sensi su un divano, Carl inizia a rinfacciargli tutti gli errori commessi. Più tardi, allontanatosi dal rifugio in cerca di provviste, Carl viene attaccato da zombie. Riesce a cavarsela ma poi resta quasi ucciso in un confronto con un altro vagante trovato in una stanza esplorando una casa lì vicino. Persa una scarpa nello scontro, Carl si consola mangiando tre chili di budino al cioccolato trovato in un grosso barattolo nella cucina dell'abitazione. Torna poi alla casa dove è Rick, ma l'uomo stenta a riprendere conoscenza, e Carl pensa sia morto e si stia trasformando in zombie. In lacrime punta la pistola contro il padre, ma poi scopre che non è morto e si sta semplicemente riavendo dallo svenimento. Il giorno dopo, seduti entrambi vicino al divano accanto alla porta, sentono qualcuno che bussa. Guardando dallo spioncino scoprono con gioia che Michonne è riuscita a trovarli dopo aver seguito le tracce lasciate da Carl. In Salvare il mondo, mentre Rick resta nella casa per riprendersi, Carl e Michonne escono insieme alla ricerca di provviste, e Carl scopre che Michonne una volta aveva un figlio. Tornando a casa scorgono Rick che gli fa cenno di allontanarsi in quanto la casa è stata invasa da una banda di pericolosi fuggiaschi. Carl accompagna Rick e Michonne a piedi fino a quando scoprono lungo i binari un cartello che indica una zona sicura a "Terminus". Nella puntata Noi, Rick, Michonne, e Carl si dirigono alla volta di Terminus, senza sapere cosa troveranno.
Nell'ultima puntata della stagione, A, sulla via per Terminus, i tre vengono sorpresi dalla banda criminale alla quale erano sfuggiti (che ora ha tra i suoi membri anche Daryl). La gang vuole uccidere Rick e violentare Carl e Michonne, ma Daryl si schiera con i suoi vecchi amici, e insieme riescono a uccidere tutti i membri della banda. Carl, Rick, Daryl e Michonne continuano a seguire il percorso, e alla fine raggiungono Terminus. Rick decide di avvicinarsi con cautela al luogo. Prendono di sorpresa alcuni residenti di Terminus, evitando il cancello principale, e vengono accolti da Gareth, apparentemente il leader della comunità. Gareth scorta il gruppo di Rick in un cortile dove viene loro offerta della grigliata di carne. Rick nota che un residente di Terminus è in possesso dell'orologio di Glenn e capisce in fretta che qualcosa non va. Impugna l'arma e chiede dove siano Glenn e gli altri. Gareth ordina di aprire il fuoco e cattura il gruppo di Rick. Rick, Carl, Michonne e Daryl vengono costretti a salire dentro un vagone merci e lì rinchiusi. All'interno, si ritrovano con Glenn, Maggie, Bob e Sasha, prigionieri insieme a Tara, Abraham, Eugene e Rosita.

#### Quinta stagione
Nella prima puntata della stagione, Preda e cacciatore, Carl resta nel vagone merci fino a quando non viene salvato dal padre e poi aiuta il gruppo a fuggire da Terminus. Dopo essersi riuniti con Carol e Tyreese, e quindi anche con Judith scoprendo che la bambina si era salvata essendo stata messa in salvo da Tyreese, il gruppo si ricompatta. In Sconosciuti, Carl insiste affinché il gruppo aiuti un prete di nome Gabriel che sta per essere ucciso da degli zombie. L'uomo poi porta il gruppo alla sua chiesa, anche se Rick non si fida di lui e sospetta possa essere una trappola. Carl scopre una scritta incisa all'esterno su un muro della chiesa che reca le inquietanti parole "you'll burn for this" ("brucerai per questo"). Nell'episodio Un tetto e quattro mura, quando Rick e qualche altro membro del gruppo tendono un'imboscata a Gareth, Carl resta in chiesa per proteggere Gabriel, Eugene, il morente Bob e Judith insieme a Rosita e Tyreese. A seguito della morte di Gareth, resta con il gruppo mentre Abraham, Eugene, Rosita, Tara, Glenn e Maggie partono alla volta di Washington. Nella puntata Lo scambio, Rick e Daryl insieme ad altri vanno in cerca di Beth. Carl, Michonne, Judith e Gabriel restano nella chiesa (ora fortificata) ad aspettare mentre Carl cerca di convincere Gabriel a imparare a difendersi da solo e gli dà un machete. In Conclusione, quando Gabriel fugge di nascosto dalla chiesa attirando degli zombie, Carl aiuta gli altri a respingere l'assalto prima di prendere Judith e fuggire con lei. Lui e Michonne riescono poi a chiudere dentro gli zombie intrappolandoli nella chiesa. Quando Abraham torna sul luogo, tutti si dirigono ad Atlanta per ricongiungersi con Rick. Nell'episodio Non è finita Carl presenzia al funerale di Tyreese. In Loro, il gruppo continua il viaggio verso Washington D.C. e Carl cerca di consolare Maggie, profondamente addolorata dalla perdita di Beth, donandole un carillon. In La distanza, Maggie e Sasha incontrano Aaron, che dichiara di far parte di una comunità sicura e vuole che il gruppo di Rick si unisca a loro. Quando Rick esprime le sue perplessità circa la proposta dello straniero, immediatamente Carl protesta contro il padre e asserisce di voler dare una possibilità al nuovo arrivato, provando a recarsi ad "Alexandria". In Benvenuti tutti i membri del gruppo vengono intervistati dal capo di Alexandria, Deanna Monroe, e Carl racconta di aver dovuto uccidere sua madre. Inoltre, Carl viene presentato a un gruppo di adolescenti (Ron, Mikey, ed Enid, una giovane ragazza che sembra piacergli), che lo invitano a giocare insieme a loro con dei videogiochi. Sebbene Carl sia lieto del nuovo ambiente, pensa che la gente della comunità sia troppo debole e inesperta per sopravvivere al di fuori delle recinzioni che proteggono Alexandria. In seguito, Carl scorge Enid che scala una recinzione ed esce nel bosco e decide di seguirla di nascosto ma la ragazza scompare misteriosamente, e Carl trova invece il padre assalito da un gruppo di zombie e lo salva. Carl e Rick tornano in tempo per dividere Glenn e Aiden, il figlio di Deanna, durante una lite violenta e Carl vede Enid che ritorna dalla sua passeggiata senza fare caso a lui. Nell'episodio Dimenticare Carl inizia ad ambientarsi nella comunità di Alexandria e diventa amico di Ron e Mikey, con i quali può finalmente comportarsi come un ragazzo della sua età. In Provare, Carl segue nuovamente Enid all'esterno e questa volta la ragazza gli dice di smettere di seguirla. Lui cerca di convincerla che è pericoloso aggirarsi nel bosco fuori dalla recinzione, ma la ragazza sembra non preoccuparsene. Carl ed Enid tornano alla base proprio mentre Rick e Pete stanno picchiandosi selvaggiamente. Carl cerca di fermare il padre ma viene spintonato via e assiste allo sproloquio di Rick nei confronti di Deanna, fino a quando Michonne manda al tappeto l'uomo.

#### Sesta stagione
Durante tutta la prima parte della sesta stagione Carl rimane alla comunità e la difende insieme a Enid, Tara, Carol, Morgan e Rosita dall'attacco dei lupi. Successivamente il rapporto tra lui e Ron si incrina poiché Rick ha ucciso il padre di quest'ultimo e anche per l'invidia legata al rapporto sempre più intimo tra Carl e Enid. Durante l'invasione degli zombie Ron tenta addirittura di ucciderlo, attirando così i vaganti in casa di Jesse. Così insieme a Rick, Jesse, Michonne, Gabriel, Ron e Sam si ricopre con un lenzuolo "condito" con le interiora dei vaganti, al fine di mischiarsi tra di essi. Assiste prima alla morte di Sam e poi di Jesse per mano dei vaganti. Ron credendo che sia colpa di Rick decide di ucciderlo, ma Michonne interviene prontamente trafiggendolo con la sua katana. Inavvertitamente questi prima di morire fa partire un colpo che colpisce di striscio l'occhio di Carl; il colpo non é fatale ma costerà al ragazzo "un occhio della testa". Rick disperato lo porta da Denise che riesce a salvarlo. Alcuni mesi dopo l'invasione dei vaganti Carl vive la sua vita in apparente tranquillitá, uscendo con Enid all'infuori delle mura cittadine. Nel finale di stagione fa parte della spedizione che deve condurre Maggie ad Hiltop e poco prima della partenza rinchiude Enid nel ripostiglio, per salvarle la vita. Verrà condotto insieme a tutti gli altri al cospetto di Negan, il quale mostra interesse verso di lui. Assiste inoltre al massacro di uno dei suoi compagni da parte del nuovo nemico.

#### Settima stagione
All'inizio della settima stagione Carl assiste impotente prima alla morte di Abraham e poi di Glenn per mano di Negan. Rischia inoltre di perdere un braccio per mano di suo padre, sotto minaccia di Negan, per evitare la morte dei restanti sopravvissuti. Il villain però ferma Rick dicendogli che era tutta una prova per vedere se avesse capito la lezione. Accompagnerá Enid a Hiltop e qui si scambieranno il loro primo bacio. Si intrufola, insieme a Jesus, in uno dei camion di Negan al fine di scoprirne la base e mitraglierà a morte due dei suoi uomini, per poi essere fermato da Dwight. Verrà condotto nel Santuario da Negan, che si mostra parecchio interessato al ragazzo. Scopre che Negan è molto rispettato, tutti si inginocchiano al suo passaggio e che possiede un harem di mogli. Assiste inoltre allo stesso procedimento con il ferro a cui fu sottoposto Dwight, verso Mark, un salvatore irrispettoso delle regole. Verrà poi riaccompagnato da Negan ad Alexandria. Qui il villain cucina spaghetti per Carl e fa il giro della casa di Rick, scoprendo dell'esistenza di Judith. Dopo la morte di Spencer e Olivia, si reca con suo padre ad Hiltop e poi al Regno per reclutare alleati al fine di avviare la guerra con Negan. Nel quindicesimo episodio si reca a Oceanside per recuperare le armi: qui dice a Enid di pensare sia alle persone da lui uccise, sia a quelle che non ha ucciso. Affronta un'orda di vaganti assieme ai suoi compagni. Nel finale di stagione sarà lui a dare inizio alla battaglia, uccidendo tre scava-rifiuti e combattendo assieme a Scott. Verrà poi preso in ostaggio e Negan vuole ucciderlo per punire tutto il gruppo e in particolare suo padre. Viene poi salvato da Shiva e prende parte al primo scontro contro i salvatori.

#### Ottava stagione
All'inizio di questa stagione Carl fa la conoscenza di Siddiq durante una perlustrazione con Rick e sebbene suo padre avesse allontanato l'uomo, Carl ritorna sul posto per donargli del cibo. Durante il primo assalto al Santuario, Carl rimane ad Alexandria insieme a Michonne, Rosita e pochi altri per proteggere Judith e il resto della comunità. Uscirà ancora una volta per andare a cercare Siddiq e lo troverà nei boschi mentre uccide alcuni zombie. Siddiq gli spiega che in onore di sua madre, uccide tutti i vaganti che trova per liberare le loro anime intrappolate, Carl dopo avergli fatto le tre domande che suo padre era solito fare agli sconosciuti lo invita ad Alexandria. Lungo la strada uccideranno altri vaganti e insieme giungono ad Alexandria. Nell'ottava puntata della stagione, in seguito all'assalto dei salvatori ad Alexandria, si scopre che Carl era stato morso all'addome da un vagante mentre si trovava nei boschi con Siddiq. Il figlio di Rick morirà poi nella chiesa dove si sparerà un colpo in testa per prevenire il risveglio.

## Abilità
Nel corso della serie Carl diventa sempre più freddo e coraggioso e apprende l'uso di parecchie armi.